# Paratendipes ditaenius
Paratendipes ditaenius är en tvåvingeart som först beskrevs av Jean-Jacques Kieffer 1913.  Paratendipes ditaenius ingår i släktet Paratendipes och familjen fjädermyggor. Inga underarter finns listade i Catalogue of Life.